# Eleição presidencial na Transnístria em 2016
As eleições presidenciais foram realizadas na Transnístria em 11 de dezembro de 2016. O resultado foi uma vitória para o presidente do Conselho Supremo, Vadim Krasnoselsky, que derrotou o atual presidente Yevgeny Shevchuk.

## Candidatos
Sete candidatos se inscreveram para disputar as eleições. No entanto, o ex-ministro do Interior Gennady Kuzmichev mais tarde retirou sua candidatura.
| Candidato          | Partido      | Cargos políticos |
| ------------------ | ------------ | --- |
| Alexandre Deli     | Independente | Ministério Público da Transnístria (2012-2016) Ministro da Justiça (2012)                                                |
| Gennady Kuzmichev  | Independente | Ministro do Interior (2013-2015)                                                                                         |
| Irina Vasilaki     | Independente | Nenhum |
| Oleg Khorzhan      | Comunista    | Membro do Conselho Supremo (2010-2018)                                                                                   |
| Vadim Krasnoselsky | Renovação    | Presidente do Conselho Supremo (2015-2016) Membro do Conselho Supremo (2015-2016) Ministro do Interior (2007-2012)       |
| Vladimir Grigoryev | Independente | Nenhum |
| Yevgeny Shevchuk   | Independente | Presidente da Transnístria (2011-2016) Presidente do Conselho Supremo (2005-2009) Membro do Conselho Supremo (2000-2011) |

## Resultados
| Candidato                            | Partido                              | Votos   | %     |
| ------------------------------------ | ------------------------------------ | ------- | ----- |
| Vadim Krasnoselsky                   | Renovação                            | 157,410 | 62.30 |
| Yevgeny Shevchuk                     | Independente                         | 69,179  | 27.38 |
| Oleg Khorzhan                        | Partido Comunista                    | 8,012   | 3.17  |
| Vladimir Grigoryev                   | Independente                         | 1,698   | 0.67  |
| Irina Vasilaki                       | Independente                         | 1,526   | 0.60  |
| Alexandre Deli                       | Independente                         | 1,379   | 0.55  |
| Contra todos                         | Contra todos                         | 8,593   | 3.40  |
| Votos inválidos/em branco            | Votos inválidos/em branco            |         | –     |
| Total                                | Total                                | 254,863 | 100   |
| Eleitores registrados/comparecimento | Eleitores registrados/comparecimento |         | 59.16 |
| Fonte: VSPMR                         |                                      |         |       |